# Ua Pou
Ua Pou (auch Roapoa, Uapou, Ua Pu, alte Namen: Île Marchand, Adams Island (Joseph Ingraham), Trevennen Island, Jefferson Island) ist eine im südlichen Pazifik gelegene Insel in der Nordgruppe der Marquesas, die politisch zu Französisch-Polynesien gehört.

## Geographie
Die etwa 125 km² große Insel ist die drittgrößte der Marquesas. Das spektakuläre Landschaftsbild wird geprägt von steilen, an Kirchtürme oder Zuckerhüte erinnernde Gipfel. Sie rechtfertigen den Namen Ua Pou, übersetzt „Zwei Säulen“. Der Name geht auf eine Legende zurück: Bei der Errichtung der „Erde der Männer“ (polynesisch: te fenua enata, der alte polynesische Name für die Marquesas) schufen die Götter als erstes die Säulen des großen irdischen Hauses: die Berge von Ua Pou.

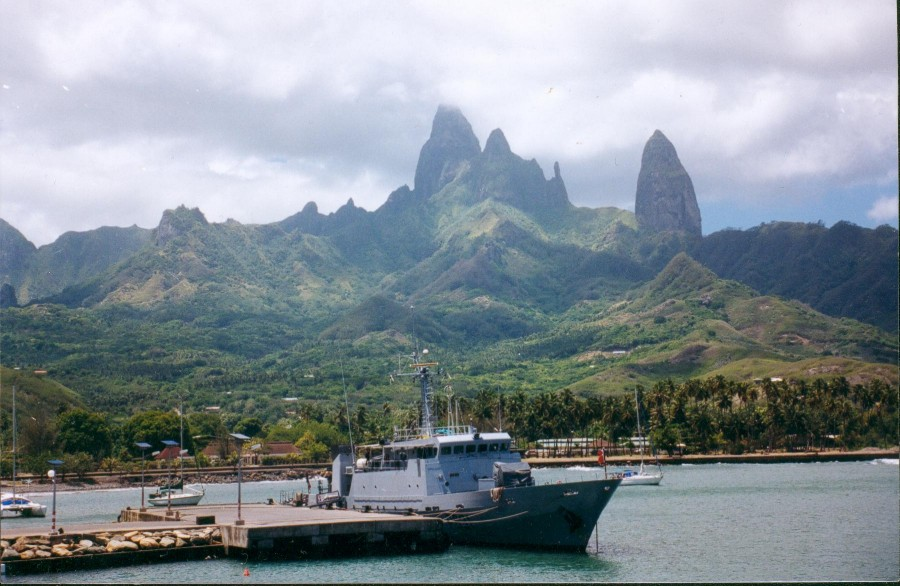
Profil von Ua Pou, Bucht von Hakahau

Das atemberaubende Profil der Insel inspirierte den Sänger Jacques Brel, der von 1975 bis 1978 auf den Marquesas lebte, zu seinem Chanson La Cathédrale. Höchster Berg der Insel ist der Mont Oave mit 1.232 Metern.
Ein steiler Felsgrat teilt Ua Pou von Nordwest nach Südost und bildet eine Wasserscheide. Fließgewässer haben tiefe Taleinschnitte gegraben, die sich zur Küste hin aufweiten. In diesen Bereichen liegen die Ansiedlungen. Das gebirgige Inselinnere und der Südosten sind unbewohnt.
Die Insel wird nicht von einem Saumriff geschützt, sodass die starke Brandung die Küste unmittelbar erreicht. Vor der Südspitze liegt die spärlich bewachsene, nur 1,1 × 0,5 km große Nebeninsel Motu Oa (auch Motu Ua geschrieben), heute ein Vogelschutzgebiet. Weitere vorgelagerte Inselchen sind Motu Takaae, Motu Mokohe und Motu Akua.

### Geologie
Geologisch gehört Ua Pou zur Marquesas linear volcanic chain, die sich aus einem Hotspot der Pazifischen Platte gebildet hat und sich mit einer Geschwindigkeit von 103–118 mm pro Jahr in Richtung WNW bewegt. Die magmatischen Gesteine der Insel sind 2,54 bis 4,86 Mill. Jahre alt.

### Klima
Ua Pou liegt im Tropengürtel der Erde. Das Klima variiert von feucht-heiß in den Küstenbereichen bis zu feucht-kühl in den Bergregionen mit häufigen und ergiebigen Regenfällen.

### Flora

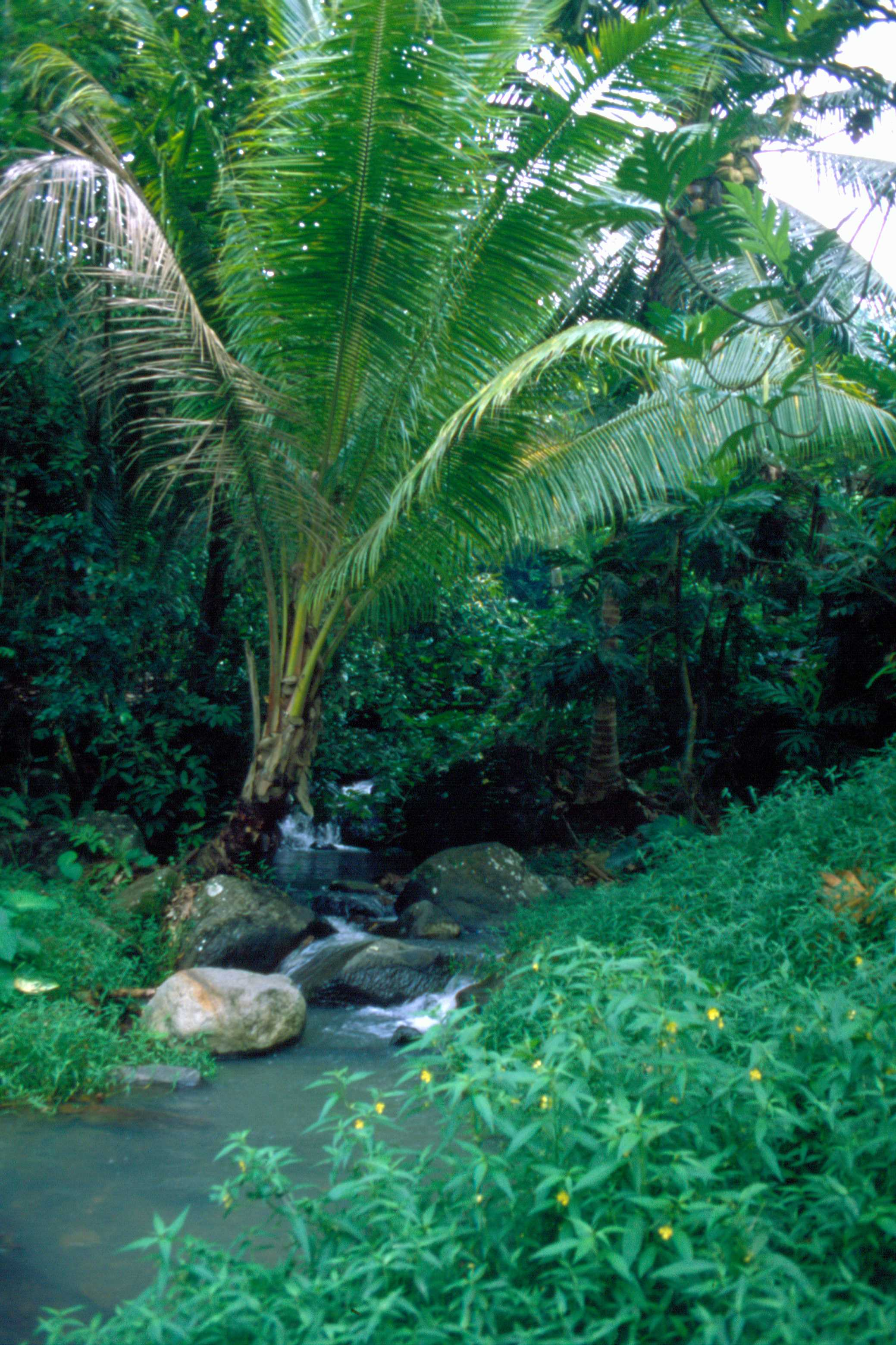
Rest ursprünglicher Vegetation in einem abgelegenen Seitental

Die Flora Ua Pous ist im Vergleich zu den anderen großen Inseln der Marquesas (Nuku Hiva und Hiva Oa) relativ artenarm. Es wurden nur 90 indigene Spezies – davon 2 endemische – sowie 71 fremde festgestellt. Dies könnte jedoch mit der unzureichenden Zahl bisher gesammelter Exemplare zusammenhängen, die steilen, unzugänglichen Gipfel haben sich vorläufig jeder systematischen botanischen Untersuchung entzogen.
Die Ausbildung der Flora wird wesentlich von den Passatwinden beeinflusst, die zur Temperatursenkung beitragen und für reichlich Regen sorgen. Die Küstenbereiche in den Taleinschnitten sind bis in mittlere Höhen üppig bewachsen, wobei die Jahrhunderte der menschlichen Besiedlung und des intensiven Anbaus von Nutzpflanzen die Anzahl der indigenen Pflanzen erheblich reduziert und somit den anthropochoren Pflanzen ein Übergewicht verschafft haben.
Die mittleren Regionen sind von indigenen, trockenen bzw. semi-trockenen Pflanzengemeinschaften geprägt. Auf den hohen Gipfeln dominieren niedrig wachsende Büsche, mehrheitlich Metrosideros. Im Norden, im Wind- und Regenschatten der Berge, gibt es größere aride Flächen.

### Fauna
Die Fauna der Marquesas-Inseln ist artenarm und beschränkt sich auf Land- und Seevögel, Insekten, Schmetterlinge und Spinnen. Die Insel hat ihren Namen einer Baldachinspinnengattung (Linyphiidae) gegeben, die auf Ua Pou endemisch ist. Für den Menschen gefährliche Tiere gibt es nicht. Äußerst unangenehm sind die im Landesinnern vorkommenden Nono-Fliegen, eine Kriebelmückenart.
In einer von Hakahau durch eine Halbinsel getrennten Bucht (Anahoa Beach) legen grüne Meeresschildkröten (Chelonia mydas) ihre Eier ab. Leider ist dieser Bereich bisher nicht geschützt, er ist der attraktivste Badestrand der Insel.

## Geschichte
Die frühesten polynesischen Siedler auf Ua Pou wohnten unter Felsüberhängen, wie Ausgrabungen ab 1982 am Anapua Rock Shelter unweit des Dörfchens Hakatao im Süden der Insel bewiesen haben. Ihre Hauptnahrung war Fisch.

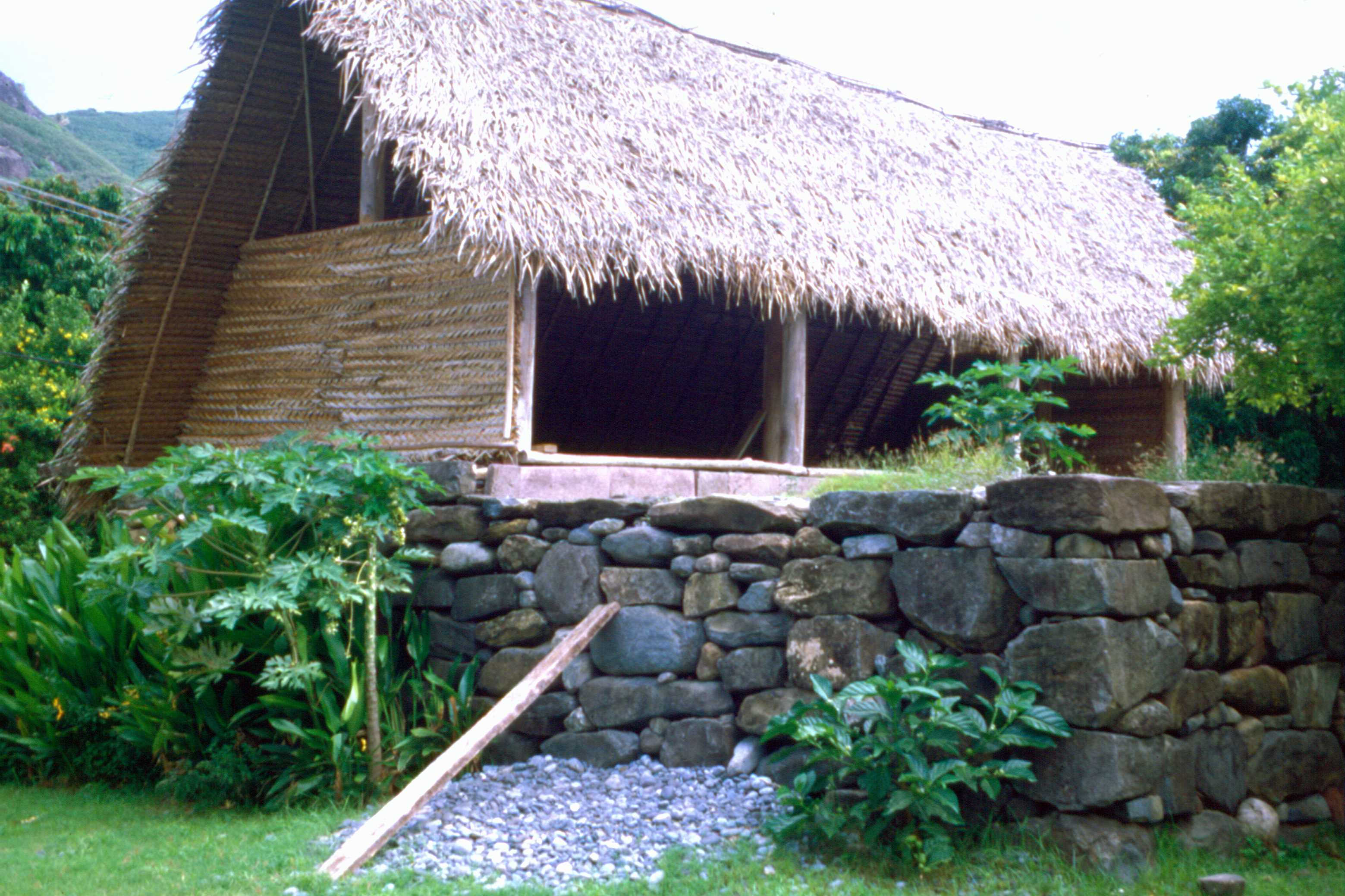
Traditionelles Haus der Marquesas (Rekonstruktion)

In den folgenden Jahrhunderten bildeten sich in den Taleinschnitten unabhängige Stammesfürstentümer heraus, heute noch zu erkennen an der Lage der Dörfer. Zunächst wurden nur die Küstenregionen mit Zugang zu der wichtigen Nahrungsquelle Meer besiedelt, mit zunehmender Bevölkerungsdichte wuchsen die Siedlungen die Täler hinauf. Von der Stammesgesellschaft Ua Pous ist bisher nur wenig erforscht, der deutsche Ethnologe Karl von den Steinen leistete hier in den Jahren 1897/98 Pionierarbeit. Bedeutende Stammesfürstentümer, deren bauliche Hinterlassenschaften heute noch sichtbar sind, lagen in den Tälern von Hakamoui und Paumea. Die Insulaner bauten ihre Häuser und Ritualbauten auf kunstvoll geschichteten, steinernen und bis zu 3 m hohen Plattformen (paepae). Die eigentliche Häuser bestanden aus vergänglichen Materialien und hatten ein steiles Satteldach aus Palmblättern, dessen hintere Tafel bis auf dem Boden reichte. Die Vorderseite war offen, das Dach stützten üppig verzierte, formvollendet geschnitzte Pfosten.
19. April 1791 segelte der Amerikaner Joseph Ingraham auf dem Weg nach China an der Nordwestgruppe der Marquesas vorüber, ohne sie jedoch zu betreten. Der in der Ferne sichtbaren Insel Ua Pou gab er den Namen „Adam“ oder „Adams Island“.
Als eigentlicher europäischer Entdecker gilt der französische Weltumsegler Étienne Marchand (1755–1793), der nur wenig später, am 20. Juni 1791, mit seinem Schiff Solide zunächst in der Bucht von Vaiehu an der Westküste und anschließend vor Hakahau ankerte. Er hielt sich insgesamt drei Tage vor der Insel auf, die Kontakte mit den Bewohnern während der kurzen Landgänge waren jedoch begrenzt. Marchand taufte die Insel nicht ganz unbescheiden „Île Marchand“.
Die Ankunft des amerikanischen Walfangschiffes Tuscan aus Nantucket am 4. März 1835 war der Auftakt für weitere Begegnungen mit Walfängern, Abenteurern und zwielichtigen Händlern in den folgenden Jahren, die den Stämmen Feuerwaffen und Alkohol brachten.

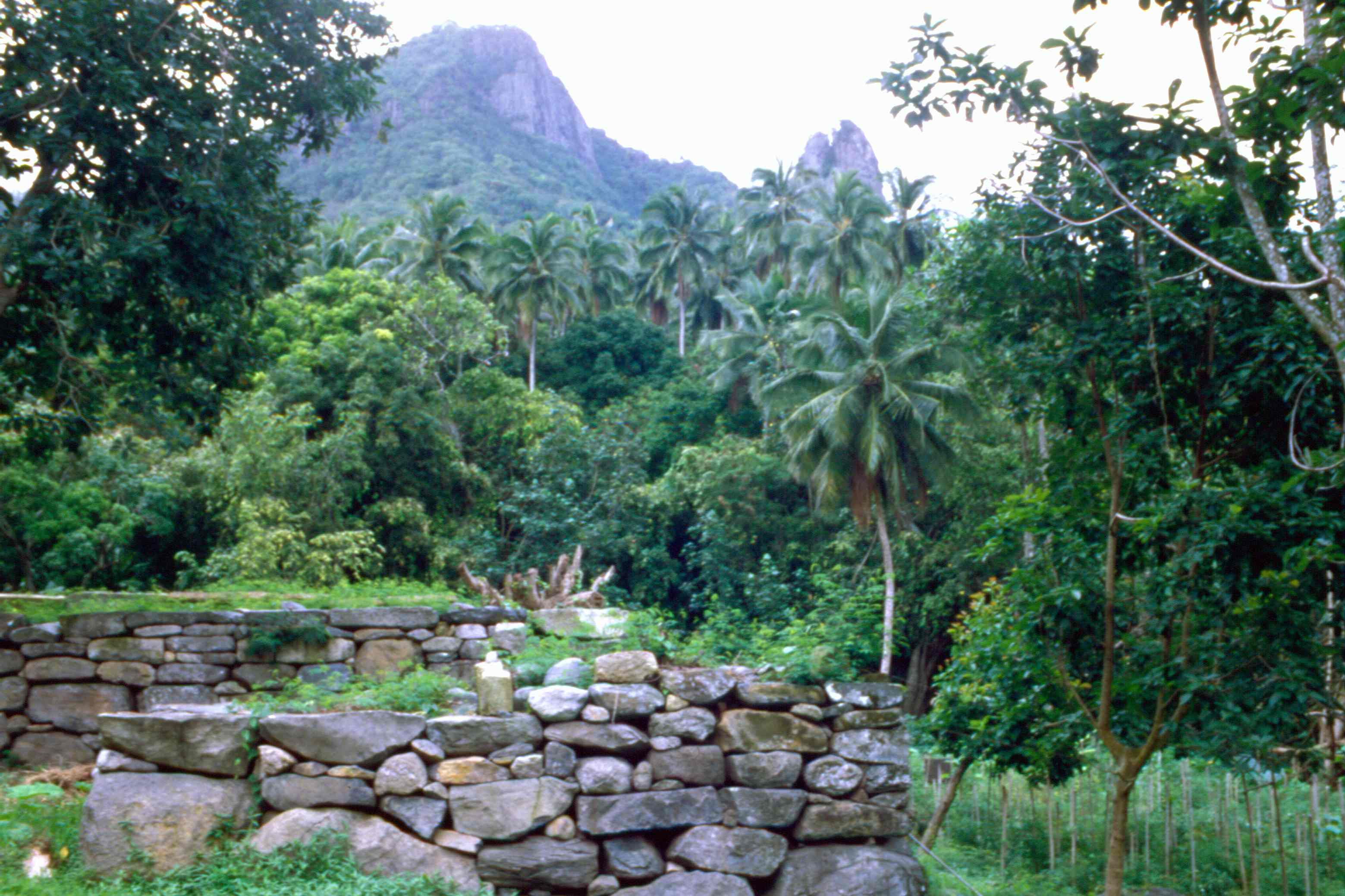
Te Menaha Takaoa, Residenz des Häuptlings Heato, im Hakamoui-Tal

Die französisch-katholische Mission der Marquesas ab 1838/39 im Gefolge des Admirals Abel Aubert Dupetit-Thouars blieb für Ua Pou zunächst folgenlos. Im Hakamoui-Tal lebte der als göttlich verehrte Häuptling Heato (atua heato = Gott Heato), ein Anhänger der alten Religion mit Menschenopfern und rituellem Kannibalismus. Er leistete heftigen Widerstand gegen die europäischen Besatzer und Missionare. Angeblich soll er eine Vorliebe für untatauiertes Menschenfleisch gehabt haben, ein Gerücht, das für Europäer einen längeren Aufenthalt wenig erstrebenswert erscheinen ließ. Erst nach dem Tod von Heato 1846 konnten die Missionare Fuß fassen. Hakahetau rühmt sich, die erste, 1859 gebaute steinerne Kirche der Marquesas zu besitzen. Sie ist dem heiligen Josef geweiht. Heatos Tochtersohn und Nachfolger Teiki Teiuao gelang es 1860 mithilfe europäischer Feuerwaffen alle Stämme der Insel unter seiner Hegemonie zu vereinen. Eine Pockenepidemie entvölkerte jedoch die Insel nahezu vollständig und bereitete seinen imperialen Bestrebungen ein jähes Ende.
Als Jahr der endgültigen Unterwerfung Ua Pous unter die französische Herrschaft gilt 1880, als Konteradmiral Abel Bergasse Dupetit-Thouars (der Adoptivsohn von Abel Aubert Du Petit-Thouars), die letzten Widerstände gewaltsam beseitigte. Die Marquesas wurden französische Kolonie.

## Politik und Verwaltung
Heute gehört die Insel politisch zum französischen Überseeland (Pays d’outre-mer – POM) Französisch-Polynesien und ist damit der EU angegliedert. Sie wird von einer Unterabteilung (Subdivision administrative des Îles Marquises) des Hochkommissariats von Französisch-Polynesien (Haut-commissariat de la République en Polynésie française) mit Sitz in Papeete verwaltet. Ua Pou bildet eine eigenständige Gemeinde (Commune de Ua Pou) mit 2.157 Einwohnern, die Bevölkerungsdichte beträgt rund 20 Ew./km².
Amtssprache ist Französisch. Währung ist (noch) der an den Euro gebundene CFP-Franc. Hauptort und Sitz der lokalen Verwaltung ist das Dorf Hakahau an der Nordwestküste. Weitere Orte sind Hakatao, Hakamaii, Hakahetau, Hohoi und Haakuti.

## Infrastruktur

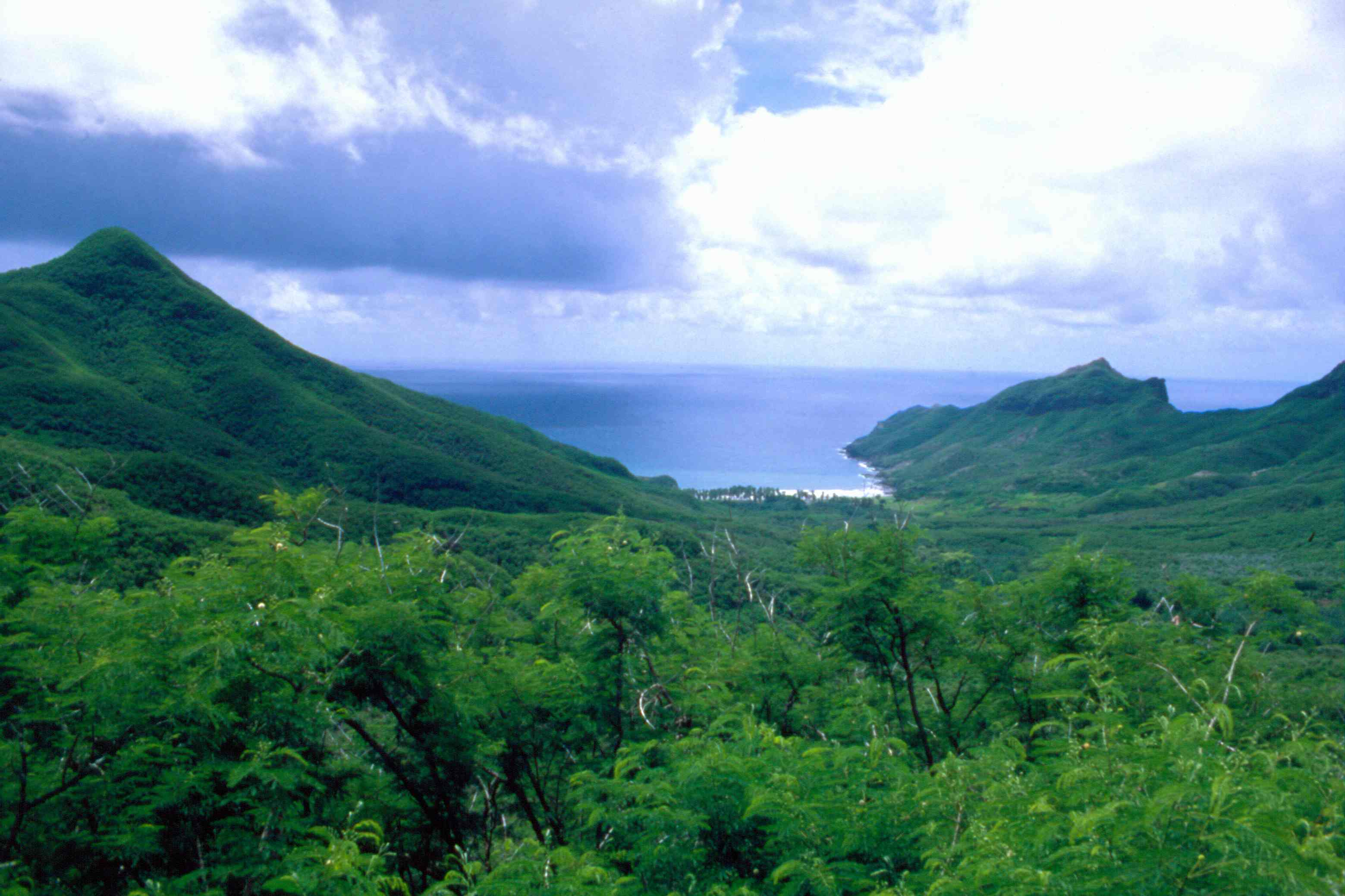
Ua Pou, Blick auf die Bucht von Hakahau

Im Hauptort Hakahau gibt es ein medizinisches Zentrum, eine Station der Gendarmerie nationale, die Hafenbehörde, einige kleine Läden, eine Bank, eine Post (mit Satellitentelefon), einige Privatpensionen, Restaurants, eine katholische und eine protestantische Kirche, eine Schule mit Vor- und Grundschule (école maternelle et primaire) sowie einer Sekundarstufe (collège).
Die Dörfer sind mit nur zum Teil befestigten Straßen verbunden. Einige Ansiedlungen sind nach wie vor nur mit dem Boot zu erreichen (Stand 2001).
Im Norden der Insel, zwischen den Dörfern Hakahau und Hakahetau, befindet sich in einem engen Taleinschnitt die asphaltierte, 830 m lange Landebahn (IATA-Flughafencode: UAP). Der Flugplatz gilt als schwierig, da die Landebahn direkt am Meeressaum beginnt, vor einem Berg endet und erhebliches Gefälle aufweist. Ua Pou wird von Zubringerflugzeugen der Air Tahiti angeflogen (über Atuona auf der Insel Hiva Oa). Der Flugplatz ist mit dem Dorf Hakahau mit einer steilen und kurvenreichen, 10 km langen Straße verbunden.
Die Bucht von Hakahau hat einen von einer Mole geschützte Hafen, der auch das Anlaufen mit kleineren Kreuzfahrtschiffen erlaubt.

## Wirtschaft
Die Einwohner leben überwiegend von der Subsistenzwirtschaft. Hauptnahrungsmittel sind nach wie vor Fische und andere Meerestiere sowie Yams, Taro, Brotfrüchte, Kokosnüsse, Bananen und andere tropische und subtropische Früchte.
Der Tourismus spielt, obwohl es einige private Gästehäuser mit bescheidenem Komfort gibt, wirtschaftlich nur eine untergeordnete Rolle.

## Sehenswürdigkeiten
- In Hakahau gibt es ein kleines Museum mit einer Sammlung von Kunst und Kultgegenständen der Insel. Daneben ist ein traditionelles Wohnhaus der Marquesas (tenai paepae) auf einer Wohnplattform rekonstruiert.

- Das bemerkenswerteste Gebäude von Hakahau ist die 1981 gebaute, dem heiligen Stefan geweihte Eglise Saint Étienne. Die moderne Kirche ist in Anlehnung an den traditionellen polynesischen Stil errichtet. Die Innenausstattung zeigt den hohen Stand der Schnitzkunst auf den Marquesas. Die außergewöhnliche, bootsförmige Kanzel ist aus dem im Boden verwurzelten Stumpf eines riesigen tropischen Baumes geschnitzt.

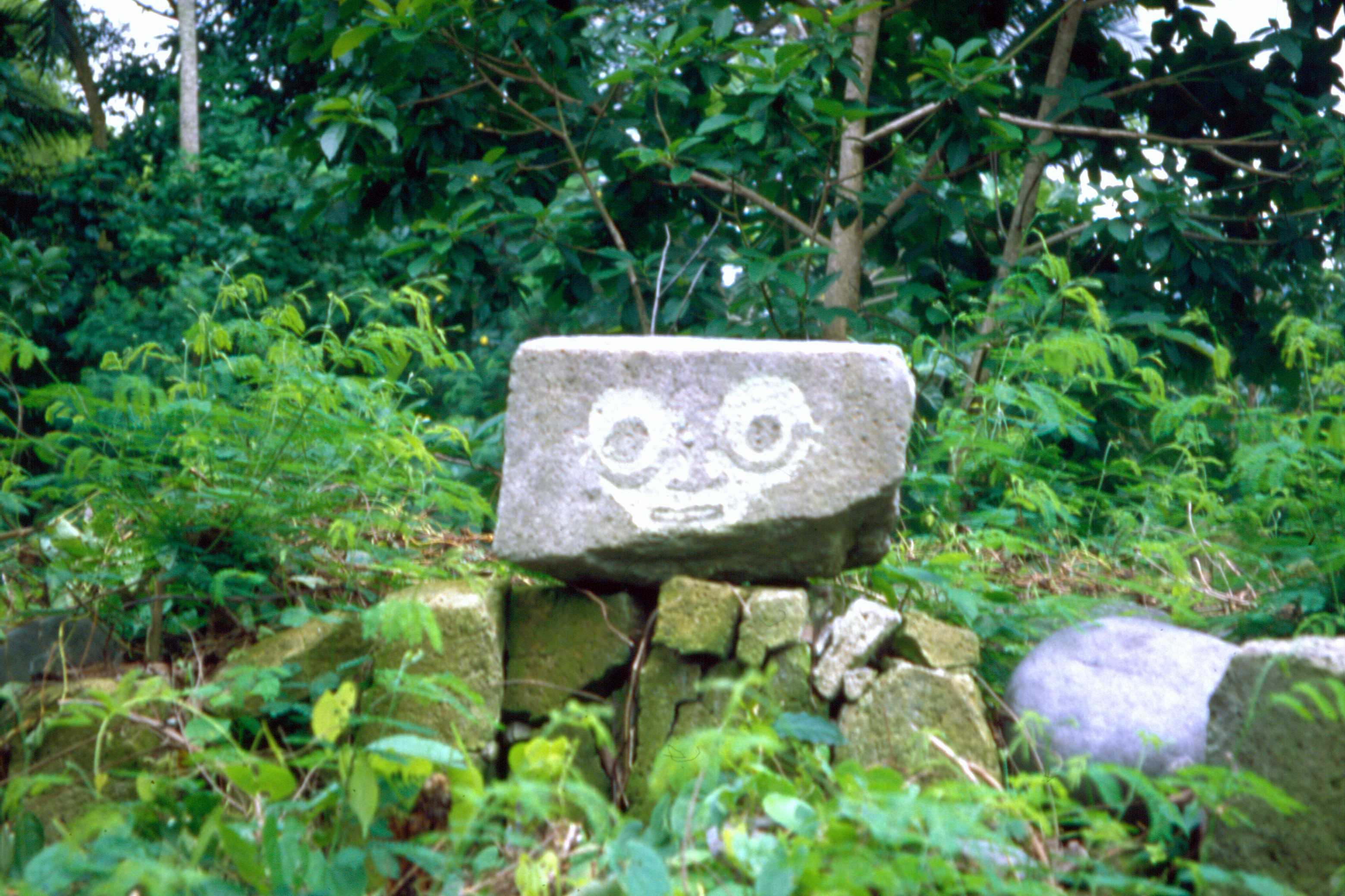
Tikikopf aus hellem Tuffstein im Hakamoui-Tal

- In mehreren Tälern befinden sich die Reste von Ansiedlungen der polynesischen Ureinwohner, die an ihren dicht überwachsenen paepae (Hausplattformen) zu erkennen sind. Nur wenig davon ist freigelegt oder restauriert. Die Wohnsiedlung des als göttlich verehrten Häuptlings Heato und seines Clans liegt im Hakamoui-Tal, das mit Kokos- und Fächerpalmen, Mango-, Kastanien-, Pandanus- und riesigen Banyan-Bäumen wildromantisch überwachsen ist. Die weitverzweigte Anlage bedeckt das ganze Tal, obwohl die im dichten Bewuchs versteckten Wohn- und Zeremonialplattformen nicht leicht zu erkennen sind. Die dazugehörigen Bauten aus kurzlebigen Materialien sind längst vergangen. Karl von den Steinen glaubte die Zeremonialplattform (marae) identifizieren zu haben, in der Häuptling Heato bestattet wurde. Er fotografierte die Skelettreste von dessen Enkel Teiki Teiuao, die in einer (vorläufigen) Himmelsbestattung auf dem steinernen Postament abgelegt worden waren.[11] Ein ausgezeichnetes Beispiel für die hochentwickelte Steinmetzkunst der Insel ist ein ausdrucksstarker Tiki-Kopf aus hellem Ke´etu-Tuffstein an der Vorderfront einer Wohnplattform am „Platz der jungen Frauen“ (mata´aute´a). Eine weitere sehenswerte Fundstätte liegt im Paaumea-Tal im Westen der Insel. Interessant, jedoch in dem dichten Bewuchs nicht leicht zu identifizieren, sind die Überreste eines tohua, einer Art von politischem und rituellem Zentrum mit Häuptlingsresidenz, Versammlungsplatz und -haus (ha´e ko´o´ua oder Altmännerhaus), Haus der Krieger (ha´e toa), Tätowierungshaus (ha´e patu tiki) und Kochplatz (ha´e kuki).

- Auf Ua Pou kann man sogenannte „Blumensteine“ finden (oder kaufen, denn die Einheimischen kennen die Fundstätten besser). Das sind seltene Trachytsteine mit dekorativen, wie Blüten aussehenden Einschlüssen.

- Ua Pou ist bekannt für seine exzellenten Holzschnitzer. In Hakahau gibt es mehrere talentierte Künstler, die sich bei der Arbeit zusehen lassen und deren Kunstwerke man erwerben kann. Seit 1987 das erste Kunstfestival der Marquesas auf Ua Pou stattfand, ist dies eine regelmäßige Einrichtung geworden, die sich an jährlich wechselnden Veranstaltungsorten ereignet.